# Exodeoxiribonucleasa VII
La exodeoxiribonucleasa VII (EC 3.11.1.6) es una enzima nucleasa que cataliza la reacción de rotura exonucleolítica de deoxinucleótidos en las direcciones 5' → 3' y 3' → 5' para formar nucleósido-5'-fosfatos. Los nombres alternativos de esta enzima son E. coli exonucleasa VII y exonucleasa VII.
Tiene preferencias por las cadenas simples de ADN. Una enzima similar es la Micrococcus laetus exonucleasa.